# Dungiven
Dungiven (Iers: Dun Geimhín) is een plaats in het Noord-Ierse district Limavady.
Dungiven telt 2988 inwoners. Van de bevolking is 3,1% protestant en 96,8% katholiek.

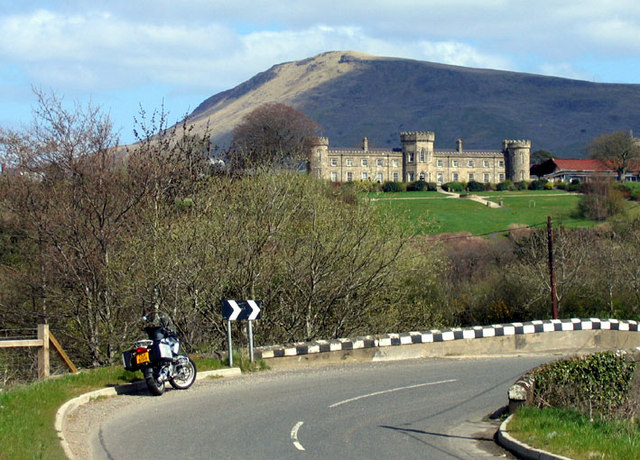
Kasteel

Arghadowey · Ballykelly · Ballymaguigan · Ballyronan · Bellagy · Castledawson · Coleraine · Derry · Draperstown · Dumananagh · Dungiven · Eglinton · Feeny · Garvagh · Kilrea · Lavey · Limavady · Maghera · Magherafelt · Moneymore · Portstewart · Traad · Upperlands